# Hennepin (Illinois)
Hennepin – wieś w hrabstwie Putnam, w stanie Illinois, w USA.

## Demografia
W 2017 roku Hennepin liczyło 707 mieszkańców. Powierzchnia wsi wynosi 14,58 km². W 2023 roku liczba mieszkańców wzrosła do 741 osób, a gęstość zaludnienia do 50,8 osoby/km².